# Micrornebius hainanensis
Micrornebius hainanensis är en insektsart som beskrevs av Yin, Haisheng 1998. Micrornebius hainanensis ingår i släktet Micrornebius och familjen Mogoplistidae. Inga underarter finns listade i Catalogue of Life.